# Poço da Donana
o Poço da Donana  é uma piscina natural, balneário e barragem localizada no Parque Nacional da Chapada Diamantina, na cidade brasileira de Andaraí, região central da Bahia, uma das atrações turísticas do lugar.

## Características

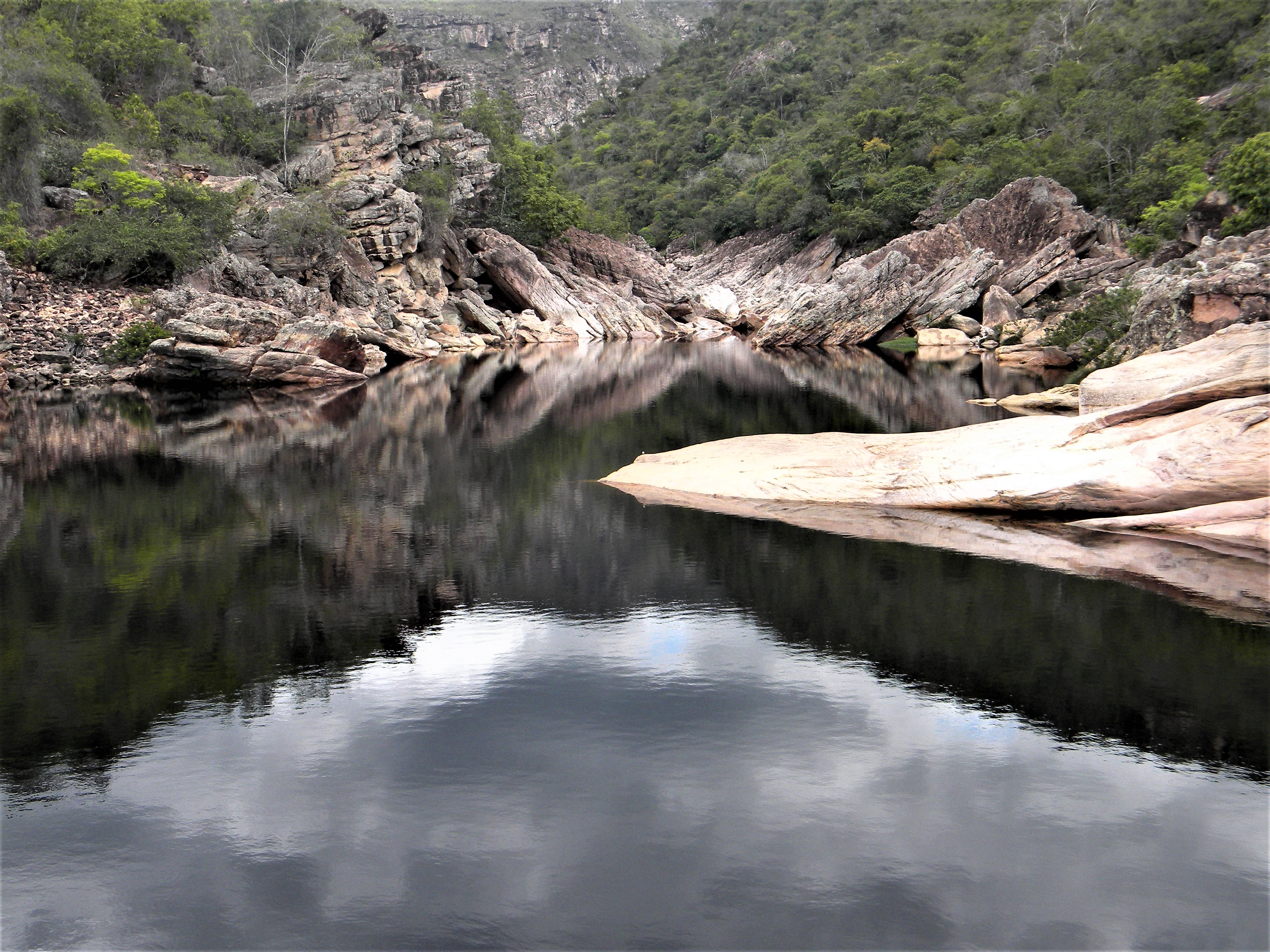
As formações geológicas que suscitaram divergências quanto sua origem

É formada pelo leito do rio Paraguaçu, situando-se justamente no local em que este rio deixa a Serra do Sincorá e passa para a área geológica denominada "Bacia Una-Utinga", um planalto de carste, sendo ali bastante rochoso, no arenito rosado que marca boa parte da região.
Está numa altitude de 349 metros e a partir dali o rio passa a ter um fluxo em que perde grande parte dos sedimentos que trazia, e onde foi instalada uma barragem para o abastecimento da cidade. As formações geológicas ali têm suscitado disputas teóricas aos expertos que analisam o lugar, mas análise feita em 2016 dava conta de que as suas rochas não possuem origem vulcânica.

## Turismo
Fica próxima à BA-142 e, a partir de uma loja de artesanato que existe às margens desta rodovia a trilha possui uma caminhada curta de cerca de quinze minutos que requer um pouco de atenção pela irregularidade das pedras. Durante a maior parte do tempo o balneário é seguro mas, durante as chuvas, pode se tornar perigoso com o aumento do fluxo do rio.